# まっくん
まっくんは、長野県上伊那郡南箕輪村のマスコット。
2011年から2012年にかけて下記の理由から「日本でいちばん人気のないキャラクター」を名乗っていたことでも知られる。

## 概要
誕生は1994年。アカマツの妖精という設定であり、松かさをモチーフにしたキャラクターであるが、全身が黄色であるためしばしばトウモロコシと間違われる。通常は青いタンクトップに黒のパンツ姿である。当初は村内の大芝高原のマスコットであったが、2005年に村のマスコットに昇格した。2011年に開催されたゆるキャラグランプリ2011では、1位のくまモンの得票数が28万7千票余りであったのに対し、わずか68票で最下位となった（同じ長野県・木曽町福島地区の「しまちゃん」も68票だったので単独最下位ではない）。これを受け、広報を担当する村総務課の男性職員は、「最下位ゲットは南箕輪村のPRになるかも」と、自虐キャラへと変貌させた。村役場の観光情報サイト内に設けられた「つなぎサイト」で情報発信をしていたが、2012年5月2日に公式サイトを開設した。なお、村側では最下位の理由について、WEB投票だったため「文明の力を使いこなす”大きいおともだち”を味方につけられなかった」からではないかと分析している。
その後はテレビ等への露出の機会が増え、ゆるキャラグランプリ2012では27,760票を獲得して48位となり、担当者は「『日本一の不人気』の肩書はきょうで終わりだが、これからも村の知名度アップのため全力を尽くしてほしい」と今後もまっくんの活躍を期待するコメントを行った。

## 関連商品
大芝高原内の大芝荘、大芝の湯及び大芝高原味工房で、ストラップやボールペン、まんじゅう、ぬいぐるみが販売されている。2017年には一般公募によってデザインが決定したＬＩＮＥスタンプの販売が開始されたほか、だ円の形をしたまっくんボールも関連グッズに追加された。
村内巡回バス（伊那バスに運行委託）には、平成11年度の南箕輪中学校2年生の生徒たちの発案により、まっくんがデザインされており「まっくんバス」の愛称で運行されている。